# 星マリナ
星 マリナ （ほし まりな（Marina Hoshi Whyte）、 1963年10月7日 - ） は、ライター、翻訳家、反戦運動家。SF作家、星新一の次女。祖父は星薬科大学創立者の星一。曾祖父は解剖学者の小金井良精、曾祖母は森鷗外の妹であり歌人の小金井喜美子。

## 来歴・人物
東京都品川区出身。名前は生まれる前年の1962年に打ち上げられた金星探査機・マリナー2号に由来する。姉と共に幼稚園から青山学院に通う。中学の国語教科書に父の作品が掲載されていたが、学校側に気を遣われたのか授業では星作品を飛ばされた。高校時代に文化祭の実行委員を務めた折、父を母校に招いて講演を実現。青山学院大学文学部在学中に全日本学生サーフィン選手権4連覇を達成。大学卒業後、サーファーマガジン日本版編集部、『日立 世界・ふしぎ発見!』のリポーターなどを経て、ハワイ州オアフ島へ移住。サーフィンやハワイに関するコラム執筆ほか、サーフィンDVDの字幕翻訳なども手がける。2001年より反戦団体「ワールドマップ (WorldMAP: World Mothers Acting for Peace―平和の為に行動する世界の母親達)」代表。夫は元プロウィンドサーファーのリチャード・ホワイト。2007年現在、星新一作品の英訳に取り組んでいる。好物はコロッケ。
2024年10月、父親の星新一を1冊の評伝のみで回避性パーソナリティ障害と診断した岡田尊司に対して抗議の意を表明した。

## 著書
- 『わたしの波乗り日記in Hawaii』角川書店〈角川文庫〉、1985年1月。ISBN 4-04-160901-1。
- 星新一、星マリナ『スター・ワーズ　星新一の名言160選』江坂遊編、樹立社、2010年10月。ISBN 978-4-901769-49-5。 - 星マリナの書き下ろしショート・ショートを3編収録。